# Phagnalon
Phagnalon és uin gènere de plantes asteràcies que són plantes natives d'Europa, Àsia, i Àfrica del Nord.

## Espècies[1]
1. Phagnalon abyssinicum A.Rich.
2. Phagnalon acuminatum Boiss.
3. Phagnalon barbeyanum Asch. & Schweinf.
4. Phagnalon bicolor Ball
5. Phagnalon calycinum (Cav.) DC.
6. Phagnalon darvazicum Krasch.
7. Phagnalon garamantum Maire
8. Phagnalon intermedium (Lag.) Rivas Goday
9. Phagnalon kotschyi Sch.Bip. ex Boiss.
10. Phagnalon latifolium Maire
11. Phagnalon lavranosii Qaiser & Lack
12. Phagnalon melanoleucum Webb
13. Phagnalon nitidum Fresen.
14. Phagnalon niveum Edgew.
15. Phagnalon persicum Boiss.
16. Phagnalon phagnaloides (Sch.Bip. ex A.Rich.) Cufod.
17. Phagnalon purpurascens Sch.Bip.
18. Phagnalon pycnophyllon Rech.f.
19. Phagnalon pygmaeum (Sieber) Greuter
20. Phagnalon quartinianum A.Rich.
21. Phagnalon rupestre (L.) DC.
22. Phagnalon saxatile (L.) Cass.
23. Phagnalon schweinfurthii Sch.Bip. ex Schweinf.
24. Phagnalon sinaicum Bornm. & Kneuck.
25. Phagnalon sordidum (L.) Rchb.
26. Phagnalon stenolepis Chiov.
27. Phagnalon umbelliforme DC.
28. Phagnalon viridifolium Decne.